# Kattarps landsfiskalsdistrikt
Kattarps landsfiskalsdistrikt var 1918-1951 ett landsfiskalsdistrikt i Malmöhus län, bildat när Sveriges indelning i landsfiskalsdistrikt trädde i kraft den 1 januari 1918, enligt beslut den 7 september 1917. När Sveriges nya indelning i landsfiskalsdistrikt trädde i kraft den 1 januari 1952 (enligt kungörelsen 1 juni 1951) upplöstes distriktet och dess område delades mellan landsfiskalsdistrikten Höganäs och Mörarp.
Landsfiskalsdistriktet låg under länsstyrelsen i Malmöhus län.

## Ingående områden
När Sveriges nya indelning i landsfiskalsdistrikt trädde i kraft den 1 oktober 1941 (enligt kungörelsen den 28 juni 1941) tillfördes Allerums landskommun från det upplösta Ramlösa landsfiskalsdistrikt.

### Från 1918
Luggude härad:
- Farhults landskommun
- Fleninge landskommun
- Jonstorps landskommun
- Kattarps landskommun
- Vikens landskommun
- Välinge landskommun

### Från 1 oktober 1941
Luggude härad:
- Allerums landskommun
- Farhults landskommun
- Fleninge landskommun
- Jonstorps landskommun
- Kattarps landskommun
- Vikens landskommun
- Välinge landskommun